# Бондаренко Анатолій Афанасійович
Анатолій Афанасійович Бондаренко (20 грудня 1943, Вінниця, УРСР — 13 листопада 2021) — радянський самбіст та дзюдоїст, чемпіон та призер чемпіонатів Європи з дзюдо, Заслужений майстер спорту СРСР.

## Життєпис
Виступав за Радянську Армію (Київ). Член збірної команди країни в 1964—1970 роках. Залишив великий спорт в 1975 року. Проживав в Москві.

## Спортивні досягнення
- Чемпіонат СРСР з самбо 1962 — ;
- Чемпіонат СРСР з самбо 1963 — ;
- Чемпіонат СРСР з самбо 1964 — ;
- Чемпіонат СРСР з самбо 1965 — ;
- Чемпіонат СРСР з самбо 1966 — ;
- Чемпіонат СРСР з самбо 1967 — ;
- Чемпіонат СРСР з самбо 1968 — ;
- Чемпіонат СРСР з самбо 1969 — ;
- Чемпіонат СРСР з самбо 1973 — ;